# Kučevo

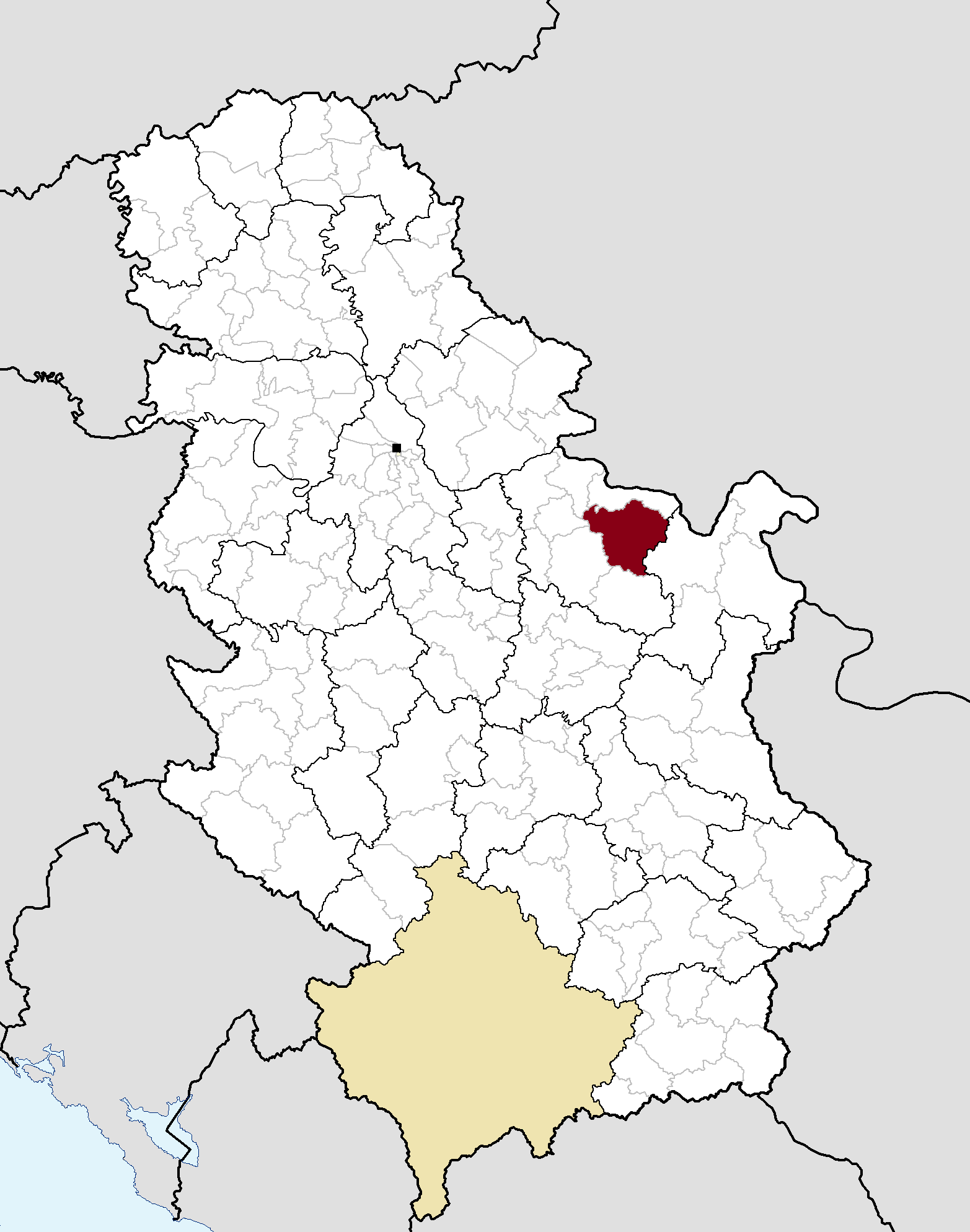
Poloha opštiny Kučevo na mapě Srbska

Kučevo (v srbské cyrilici Кучево, rumunsky Cuciovă, do roku 1886 Горња Крушевица/Gornja Kruševica) je město v Srbsku. Nachází se přesněji v údolí řeky Pek, na hlavním silničním tahu mezi městy Majdanpek a Požarevac, v podhůří srbských Karpat. Administrativně spadá do Braničevského okruhu. V roce 2011 ve městě žilo 3 950 obyvatel, většinou Srbů, avšak s významnou rumunskou menšinou.
Město je dopravně napojeno také na železniční síť; prochází jím jediná trať v západo-východním směru (Mala Krsna-Zaječar). V blízkosti Kučeva se nacházejí povrchové doly, které byly otevřeny v roce 1903. Roku 1973 zde byly objeveny stopy starověkého římského města ze 4. století.
Z Kučeva pochází i známý srbský zpěvák Đorđe Marjanović, který byl populární v období socialistické Jugoslávie.